# فرانسیس بورچل
فرانسیس بورچل (انگلیسی: Francis Burchell; ۲۵ سپتامبر ۱۸۷۳ – ۶ ژوئیهٔ ۱۹۴۷) بازیکن کریکت اهل بریتانیا بود.